# Эмблема Тайваня
Эмблема Китайской Республики (Тайвань) представляет собой синий круг с белым 12-лучевым солнцем в нём — Цин-тянь бай-жи (кит. 青天白日, Qīng tīan bái rì). Согласно официально принятому толкованию, 12 лучей обозначают двенадцать месяцев года и двенадцать традиционных для Китая часов — шичэнь (кит. 時辰, shíchen), каждый из которых соответствует двум современным часам — сяоши (кит. 小時, xiǎoshí, буквально «малые часы»). Это символизирует дух прогресса.

## История эмблемы
|  | Эмблема Китайской Республики 1913—1928 и Китайской Империи в 1915—1916 Герб создан 28 августа 1912 года. На основе древних узоров на одежде императора и был выбран в качестве герба Республики в феврале 1913 года. В Китайской Империи также использовали эту эмблему. |
|  | Эмблема Китайской Республики с 1928 Принятый в 1928 году герб Китайской Республики создан на основе эмблемы партии Гоминьдан и представляет собой синий круг с белым 12-лучевым солнцем — Цин-тянь бай-жи (кит. 青天白日, Qīng tīan bái rì).                             |